# Jérôme Alonzo
Jérôme Alonzo (* 20. November 1972 in Menton) ist ein ehemaliger französischer Fußballspieler.

## Karriere
Der Sohn des Fußballers Pierre Alonzo startete 1990 seine Profikarriere beim damaligen französischen Zweitligisten OGC Nizza, für den er fünf Jahre lang auflief und 1994 mit ihm in die Ligue 1 aufstieg. Seinen ersten Profivertrag unterzeichnete er 1991. Im Sommer 1995 wechselte er zu Olympique Marseille, wo er auf Anhieb die Nummer eins wurde und zum Saisonende einen Aufstiegsplatz mit seinem Klub erspielen konnte. Zur Spielzeit 1996/97 verlor er seinen Stammplatz an Neuzugang Andreas Köpke und nach zwei Jahren in Marseille unterschrieb er zur Saison 1997/98 bei AS Saint-Étienne in der zweiten Liga, wo er bis 2001 das Tor hütete. Mit AS konnte er 1999 die Ligue 2 gewinnen und stieg mit dem Team ins französische Oberhaus auf. Nach drei Jahren kehrte er Étienne den Rücken zu, um anschließend beim französischen Hauptstadtklub Paris Saint-Germain zu unterzeichnen. 2004 und 2006 wurde der französische Pokal gewonnen, 2003 und 2008 stand man weitere Male im Endspiel, musste sich aber geschlagen geben. Nachdem der Torhüter noch im Finalspiel von 2003 das Tor der Pariser hütete, wurde er in den folgenden Jahren von Lionel Letizi abgelöst. Erst 2008, bei der 1:0 Endspielniederlage gegen Olympique Lyon stand Alonzo wieder zwischen den Pfosten seines Teams. Nach sieben Jahren in Paris verließ er zur Spielzeit 2008/09 den PSG und unterzeichnet beim FC Nantes einen neuen Vertrag. Noch vor seinem Abschied aus Paris konnte er mit der Mannschaft den Coupe de la Ligue gewinnen. In Nantes setzte sich Alonzo gegenüber Tony Heurtebis durch und wurde die Nummer eins zwischen den Pfosten seines neuen Arbeitgebers. Nach dem Abstieg im Jahr 2009 blieb er seinem Verein auch in der Ligue 2 treu und beendete im Jahr 2010 seine Karriere.

## Erfolge
- Meister der Ligue 2 mit OGC Nizza: 1994
- Meister der Ligue 2 mit AS Saint-Étienne: 1999
- Bester Spieler der Ligue 2: 1998
- Französischer Fußballpokal mit Paris Saint Germain: 2004, 2006
- Coupe de la Ligue mit Paris Saint Germain: 2008

## Trivia
- Alonzos Vater, Pierre Alonzo, war ebenfalls Fußballer und spielte in seiner aktiven Zeit u. a. für die Teams von Red Star Paris und AS Cannes. Später war er als Trainer im Geschäft um übernahm u. a. die Leitung bei Paris Saint Germain und OGC Nizza.[1]
- Alonzo ist seit einigen Jahren mit der französischen Fernsehkommentatorin Marie-Gabrielle Lesne liiert.[3]
- Nach Ende seiner aktiven Laufbahn wurde Alonzo in das Fernsehteam von Paris sportifs des französischen Senders France 2 aufgenommen, wo er mit Fußballern wie Mickaël Landreau, Emmanuel Petit und Basile Boli die Wochenendpartien analysiert und auswertet.[4]